# Lista roślin leczniczych

## Lista roślin leczniczych
Wykaz obejmuje gatunki flory Polski, zarówno dziko rosnących roślin, jak i roślin uprawnych, stosowane w lecznictwie współcześnie i dawniej wykorzystywane w medycynie ludowej.

## Indeks

### A
- arcydzięgiel litwor (Archangelica officinalis)
- arnika górska (Arnica montana)
- aronia czarnoowocowa (Aronia melanocarpa)

### B
- babka lancetowata (Plantago lanceolata)
- babka piaskowa (roślina) (Plantago arenaria = Plantago indica = Psyllium arenaria)
- babka zwyczajna (Plantago maior)
- bagno zwyczajne (Ledum palustre L.)
- barwinek pospolity (Vinca minor)
- barwinek różowy (Vinca rosea)
- bazylia pospolita (Ocimium basilicum)
- berberys zwyczajny (Berberis vulgaris)
- bergenia grubolistna (Bergenia crassifolia)
- bez czarny (Sambucus nigra)
- bez hebd (Sambucus ebulus)
- biedrzeniec anyż (Pimpinella anisum)
- biedrzeniec mniejszy (Pimpinella saxifraga)
- bieluń dziędzierzawa (Datura stramonium)
- bluszcz pospolity (Hedera helix)
- bluszczyk kurdybanek (Glechoma hederacea)
- bobrek trójlistkowy (Menyanthes trifoliata)
- bodziszek cuchnący (Geranium robertianum)
- bodziszek korzeniasty (Geranium macrorrhizum)
- borówka brusznica (Vaccinum vitis-idaea)
- borówka czarna (Vaccinium myrtillus)
- brzoza brodawkowata (Betula verrucosa)
- brzoza omszona (Betula pubescens)
- buk zwyczajny (Fagus sylvatica)
- bukwica lekarska (Betonica officinalis)
- bylica austriacka (Artemisia austriaca)
- bylica boże drzewko (Artemisia abrotanum)
- bylica estragon (Artemisia dracunculus)
- bylica piołun (Artemisia absinthium)
- bylica polna (Artemisia campestris)
- bylica pontyjska (Artemisia pontica)
- bylica pospolita (Artemisia vulgaris)
- bylica roczna (Artemisia annua)

### C
- cebula (Allium cepa)
- centuria nadbrzeżna (Centaurium littorale = C. vulgare)
- centuria trojeściowa (Gentiana asclepiadea)
- centuria zwyczajna (Centaurium erythraea = C. umbellatum)
- chaber bławatek (Centaurea cyanus)
- chaber kolący (Centaurea calcitrapa)
- chmiel zwyczajny (Humulus lupulus)
- chrzan pospolity (Armoracia rusticana = A. lapanthifolia)
- cieciorka pstra, topornica pstra (Coronilla varia)
- ciemiernik biały (Helleborus niger)
- ciemiernik zielony (Helleborus viridis)
- ciemiężyca biała (Veratrum album)
- ciemiężyca zielona (Veratrum lobelianum)
- ciemiężyk białokwiatowy (Vincetoxicum hirundinaria)
- cis pospolity (Taxus baccata)
- cykoria podróżnik (Cichorium intybus)
- cytryniec chiński (Schizandra chinensis)
- czarnuszka damasceńska (Nigella damascena)
- czarnuszka siewna (Nigella sativa)
- cząber ogrodowy (Satureja hortensis)
- czeremcha zwyczajna (Padus avium = P. racemosa)
- czereśnia ptasia (Prunus avium = Cerasus avium)
- czerniec gronkowy (Actaea spicata)
- czosnaczek pospolity (Alliaria petiolata = A. officinalis)
- czosnek dęty (Allium fistulosum)
- czosnek niedźwiedzi (Allium ursinum)
- czosnek pospolity (Allium sativum)
- czosnek siatkowaty (Allium victorialis)
- czosnek szalotka (Allium ascalonicum)
- czosnek wężowy (Allium scorodoprasum)
- czosnek zielonawy (Allium oleraceum)
- czyścica lekarska (Calamintha sylvatica = C. officinalis)
- czyścica storzyszek klinopodium pospolite (Clinopodium vulgare = Calamintha vulgare)
- czyściec lekarski (Stachys officinalis = Betonica officinalis)
- czyściec prosty (Stachys recta)
- czyściec roczny (Stachys annua)

### D
- dąb bezszypułkowy (Quercus sessilis)
- dąb szypułkowy (Quercus robur)
- dąbrówka kosmata dąbrówka genewska (Ajuga genevensis)
- dąbrówka piramidalna (Ajuga pyramidalis)
- doględa wielka (Grindelia robusta)
- drapacz lekarski (Cnicus benedicticus)
- driakiew gołębia (Scabiosa columbaria)
- driakiew żółtawa (Scabiosa ochroleuca)
- dymnica pospolita (Fumaria officinalis)
- dynia zwyczajna (Cucurbita pepo)
- dyptam jesionolistny (Dictamnus albus)
- dziewanna drobnokwiatowa (Verascum thapsus)
- dziewanna kutnerowata (Verascum phlomoides)
- dziewanna wielkokwiatowa (Verascum densiflorum = V. thapsiforme)
- dziewięćsił bezłodygowy (Carlina acaulis)
- dzięgiel litwor (Angelica archangelica)
- dziurawiec czteroboczny (Hypericum maculatum = H. quadrangulatum)
- dziurawiec rozesłany (Hypericum humifusum)
- dziurawiec skrzydełkowaty (Hypericum acutum = H. tetrapterum)
- dziurawiec zwyczajny (Hypericum perforatum)

### F
- farbownik lekarski (Anchusa officinalis)
- fasola zwyczajna (Phaseolus vulgaris)
- fiołek polny (Viola arvensis)
- fiołek trójbarwny (Viola tricolor)
- fiołek wonny (Viola odorata)

### G
- glistnik jaskółcze ziele (Chelidonium majus)
- głowienka pospolita (Prunella vulgaris)
- głowienka wielkokwiatowa (Prunella grandiflora)
- głóg dwuszyjkowy (Crataegus laevigata = C. oxyacantha)
- głóg jednoszyjkowy (Crataegus monogyna)
- głóg odgiętodziałkowy (Crataegus rhipidophyla = C. calycina)
- gojnik drobnokwiatowy (Sideritis montana)
- gorczyca biała (Sinapis alba)
- gorczyca czarna (Sinapis nigra)
- gorczyca polna (Sinapis arvensis)
- gorczyca sarepska (Brassica juncea)
- goryczka kropkowana (Gentiana punctata)
- goryczka krzyżowa (Gentiana cruciata)
- goryczka trojeściowa (Gentiana asclepiadea)
- goryczka wąskolistna (Gentiana pneumonanthe)
- goryczka żółta (Gentiana lutea)
- grążel drobny (Nuphar pumila)
- grążel żółty (Nuphar lutea)
- grusza pospolita (Pirus communis)
- gryka zwyczajna (Fagopyrum esculentum)
- grzybienie białe (Nymphaea alba)
- grzybienie północne (Nymphaea candida)

### H
- herbata chińska (Camellia sinensis lub Thea sinensis)
- hyzop lekarski (Hyssopus officinalis)

### I
- imbir lekarski (Zingiber officinale)

### J
- jabłoń domowa (Malus domestica)
- jabłoń dzika (Malus sylvestris)
- jałowiec pospolity (Iuniperus communis)
- jałowiec sabiński (Juniperus sabina)
- janowiec barwierski (Genista tinctoria)
- janowiec ciernisty (Genista germanica)
- jarząb brekinia (Sorbus torminalis)
- jarząb pospolity (Sorbus aucuparia)
- jasnota biała (Lamium album)
- jastrzębiec kosmaczek (niedośpiałek) (Hieracium pilosella)
- jemioła pospolita (Viscum album)
- jesion wyniosły (Fraxinus excelsior)
- jeżówka purpurowa (Echinacea purpurea)
- jeżówka wąskolistna (Echinacea angustifolia)
- jeżyna popielica (Rubus caesius)
- jeżyna pospolita (Rubus fruticosus)
- jęczmień zwyczajny (Hordeum vulgare)
- jodła pospolita (Abies alba)

### K
- kalina hordowina (Viburnum lantana)
- kalina koralowa (Viburnum opulus)
- kapusta czarna, gorczyca czarna (Brassica nigra)
- kapusta polna, rzepa, rzepik (Brassica campestris)
- kapusta rzepak (Brassica napus)
- kapusta warzywna (Brassica oleracea)
- karbieniec pospolity (Lycopus europaeus)
- karczoch zwyczajny (Cynara scolymus)
- kasztanowiec zwyczajny (Aesculus hippocastanum)
- kminek zwyczajny (Carum carvi)
- kocanki piaskowe (Helichrysum arenarium)
- kocimiętka wielkokwiatowa (Nepeta grandiflora)
- kocimiętka właściwa (Nepeta cataria)
- kokornak powojnikowy (Aristolochia clematitis)
- kokorycz pełna (Corydalis solida)
- kokorycz pusta (Corydalis cava)
- kokoryczka wielkokwiatowa (Polygonatum multiflorum)
- kokoryczka wonna (Polygonatum odoratum)
- kola błyszcząca (Cola nitida)
- kolendra siewna (Coriandrum sativum)
- komosa biała (Chenopodium album)
- komosa piżmowa (Chenopodium ambrosioides)
- komosa strzałkowata (Chenopodium bonus-henricus)
- koniczyna łąkowa (Trifolium pratense)
- konitrut błotny (Gratiola officinalis)
- konopie siewne (Cannabis sativa)
- konwalia majowa (Convallaria maialis)
- koper ogrodowy (Anethum graveolens)
- koper włoski (Foeniculum capillaceum)
- kopytnik pospolity (Asarum europaeum)
- kosaciec niemiecki (Iris germanica)
- kosaciec żółty (Iris pseudocorus)
- kozieradka pospolita (Trigonella foenum-graecum)
- kozłek bzowy (Valeriana sambucifolia)
- kozłek lekarski (Valeriana officinalis)
- kozłek wąskolistny (Valeriana angustifolia)
- krokosz barwierski (Carthamus tinctorius)
- kruszyna pospolita (Frangula alnus)
- krwawnik kichawiec (Achillea ptarmica)
- krwawnik pagórkowy (Achillea collina)
- krwawnik pospolity (Achillea milefolium)
- krwawnik szlachetny (Achillea nobilis)
- krwiściąg lekarski (Sanguisorba officinalis)
- krzyżownica gorzkawa (Polygala amara)
- kuklik pospolity (Geum urbanum)
- kuklik zwisły (Geum rivale)
- kukurydza zwyczajna (Zea mays)
- kurzyślad polny (Anagallis arvensis)

### L
- lawenda lekarska (Lawendula officinalis)
- lebiodka pospolita (Origanum vulgare)
- len zwyczajny (Linum usitatissimum)
- lepiężnik różowy (Petasites hybridus = P. officinalis)
- lilia bulwkowata (Lilium bulbiferum)
- lilia złotogłów (Lilium martagon)
- lipa drobnolistna (Tilia cordata)
- lipa szerokolistna, lipa wielkolistna (Tilia platyphyllos)
- lnica pospolita (Linaria vulgaris)
- lnicznik siewny (Camelina sativa)
- lobelia przylądkowa (Lobelia erinus)
- lukrecja gładka (Glycyrrhiza glabra)
- lulecznica ukraińska (Scopolia carniolica)
- lulek czarny (Hyoscyamus niger)

### Ł
- łoboda ogrodowa (Atriplex hortense)
- łopian mniejszy (Arctium minus)
- łopian pajęczynowaty (Arctium tomentosum)
- łopian większy (Arctium lappa)
- łyszczec wiechowaty, gipsówka wiechowata (Gypsophila paniculata)

### M
- macierzanka piaskowa (Thymus serpyllum)
- macierzanka tymianek (Thymus vulgaris)
- macierzanka zwyczajna (Thymus pulegioides)
- majeranek ogrodowy (Majorana hortensis)
- mak lekarski (Papaver somniferum)
- mak piaskowy (Papaver argemone)
- mak polny (Papaver rhoeas)
- mak wątpliwy (Papaver dubium)
- malina właściwa (Rubus idaeus)
- marchew zwyczajna (Daucus carota)
- marzana barwierska (Rubia tinctorum)
- marzymięta orzęsiona (Elshotzia ciliata, syn. Elshotzia patrini)
- melisa lekarska (Melissa officinalis)
- mierznica czarna (Ballota nigra)
- mierznica czarna (Ballota nigra)
- mięta okrągłolistna (Mentha rotundifolia, Mentha spicata × sauveolens)
- mięta polej (Mentha pulegium)
- mięta polna (Mentha arvensis)
- mięta zielona (Mentha spicata)
- miłek wiosenny (Adonis vernalis)
- miłorząb dwuklapowy (Gingko biloba)
- miodownik melisowaty (Melittis melissophyllum)
- miodunka ćma (Pulmonaria obscura, syn. Pulmonaria officinalis ssp. obscura)
- miodunka plamista (Pulmonaria officinalis)
- mniszek hakowaty (Taraxacum hamatum)
- mniszek lekarski (Taraxacum officinale)
- modrzew europejski (Larix decidua)
- modrzew polski (Larix polonica, syn. Larix decidua ssp. polonica)
- muchotrzew polny (Spergularia rubra)
- mydlnica lekarska (Saponaria officinalis)

### N
- nagietek lekarski (Calendula officinalis)
- naparstnica purpurowa (Digitalis purpurea)
- naparstnica wełnista (Digitalis lanata)
- naparstnica zwyczajna (Digitalis grandiflora = Digitalis ambigua)
- nasturcja większa (Tropaeolum majus L.)
- nawłoć kanadyjska (Solidago canadensis)
- nawłoć pospolita (Solidago virgaurea ssp. virgaurea)
- nawłoć późna, nawłoć olbrzymia (Solidago gigantea = Solidago serotina)
- nawrot lekarski (Lithospermum officinale)
- nerecznica samcza (Dryopteris filix-mas)
- nostrzyk biały (Melilotus alba)
- nostrzyk wyniosły (Melilotus altissima)
- nostrzyk żółty (Melilotus officinalis)

### O
- obrazki plamiste (Arum maculatum)
- obrazki wschodnie (Arum orientale = Arum alpinum)
- ogórecznik lekarski (Borago officinalis)
- oliwka europejska (Olea europea)
- oman szlachtawa (Inula conyza)
- oman wielki (Inula helenium)
- orzech włoski (Juglans regia)
- ostropest plamisty (Silybum marianum)
- ostrożeń warzywny (Cirsium oleraceum)
- ostróżeczka ogrodowa (Consolida ajacis)
- ostróżeczka polna (Consolida regalis)
- ostrzeń pospolity (Cynoglossum officinale)
- owies zwyczajny (Avena sativa)
- ożanka czosnkowa (Teucrium scordium)
- ożanka górska (Teucrium montanum)
- ożanka nierównoząbkowa (Teucrium scorodonia)
- ożanka pierzastosieczna (Teucrium botrys)
- ożanka właściwa (Teucrium chamaedrys)
- ostrokrzew kolczasty (Ilex aquifolium)

### P
- paprotka zwyczajna (Polypodium vulgare)
- papryka roczna (Capsicum annum)
- parietaria lekarska (Parietaria officinalis)
- pełnik europejski (Trollius europaeus)
- perz właściwy (Elymus caninus = Agropyron caninus)
- pępawa dwuletnia (Crepis biennis)
- pierwiosnek lekarski (Primula officinalis lub Primula veris)
- pierwiosnka wyniosła (Primula elatior)
- pietruszka zwyczajna (Petroselinum sativum)
- pięciornik gęsi (Potentila anserina)
- pięciornik kurze ziele (Potentilla erecta)
- pigwa pospolita (Cydonia oblonga)
- piwonia lekarska (Paeonia officinalis)
- pluskwica europejska (Cimicifuga europaea)
- pluskwica groniasta (Cimicifuga racemosa)
- płesznik czerwonkowy (Pulicaria dysenterica)
- podbiał pospolity (Tussilago farfara)
- pokrzyk wilcza jagoda (Atropa belladonna)
- pokrzywa zwyczajna (Urtica dioica)
- pokrzywa żegawka (Urtica urens)
- połonicznik kosmaty (Herniaria hirsuta)
- połonicznik nagi (Herniaria glabra)
- por (Allium porrum)
- porzeczka czarna (Ribes nigrum)
- porzeczka czerwona (Ribes schlechtendalii = Ribes rubrum)
- porzeczka zwyczajna (Ribes vulgare = Ribes rubrum)
- powojnik pnący (Clematis vitalba)
- poziewnik dwudzielny (Galeopsis bifida)
- poziewnik piaskowy (Galeopsis segetum)
- poziewnik polny (Galeopsis ladanum)
- poziewnik pstry (Galeopsis speciosa)
- poziewnik szorstki (Galeopsis tetrahit)
- poziewnik wąskolistny (Galeopsis angustifolia)
- poziomka pospolita (Fragaria vesca)
- poziomka twardawa (Fragaria viridis)
- poziomka wysoka (Fragaria moschata)
- prawoślaz lekarski (Althaea officinalis)
- prawoślaz wysoki (Althaea rosea)
- prosienicznik szorstki (Hypochoeris radicata)
- przegorzan kulisty (Echinops sphaerocephalus)
- przelot pospolity (Anthyllis vulneraria)
- przestęp biały (Bryonia alba)
- przestęp dwupienny (Bryonia dioica)
- przetacznik leśny (Veronica officinalis)
- przęśl skrzypowata (Ephedra equisetina)
- przylaszczka pospolita (Hepatica nobilis)
- przymiotno kanadyjskie (Erigeron canadensis)
- przytulia właściwa (Galium verum)
- przytulia wonna, marzanka wonna (Galium odoratum)
- przywrotnik pasterski (Alchemilla pastoralis)
- przywrotnik połyskujący (Alchemilla gracilis)
- przywrotnik pospolity (Alchemilla sylvestris)
- psianka słodkogórz (Solanum dulcamara)
- pszczelnik mołdawski (Dracocephalum moldavica)
- pszenica zwyczajna (Triticum vulgare)
- pszonak drobnokwiatowy (Erysimum cheiranthoides)
- pszonak obłączasty (Erysimum repandum)

### R
- rabarbar ogrodowy (Rheum rhaponticum)
- rauwolfia żmijowa (Rauwolfia serpentina)
- rącznik zwyczajny (Ricinus communis)
- rdest ostrogorzki (Polygonum hydropiper)
- rdest ptasi (Polygonum aviculare)
- rdest wężownik (Polygonum bistorta)
- robinia akacjowa (Robinia pseudoakacia)
- rojnik murowy (Sempervivum tectorum)
- rokietta siewna (Eruca sativa)
- rokitnik zwyczajny (Hippophae rhamnoides)
- rosiczka okrągłolistna (Drosera rotundifolia)
- rozchodnik biały (Sedum album)
- rozchodnik ostry (Sedum acre)
- rozmaryn lekarski (Rosmarinus officinalis)
- róża dzika (Rosa canina)
- róża kutnerowata (Rosa tomentosa)
- róża pomarszczona (Rosa rugosa)
- róża sina (Rosa dumalis)
- różeniec górski (Rhodiola rosea)
- rudbekia naga (Rudbeckia laciniata)
- rukiew wodna (Nasturtium officinalis)
- rumian psi (Anthemis cotula)
- rumian szlachetny, rumian rzymski (Chamaemelum nobile = Anthemis nobilis)
- rumianek bezpromieniowy (Chamomilla suaveolens = Matricaria discoidea = Matricaria matricarioides)
- rumianek pospolity (Chamomilla recutita = Matricaria chamomilla)
- ruta zwyczajna (Ruta graveolens)
- rutwica lekarska (Galega officinalis)
- rzepik pospolity (Agrimonia eupatoria)
- rzepik wonny (Agrimonia procera = Argimonia odorata)
- rzewień chiński, rabarbar dłoniasty (Rheum palmatum)
- rzeżucha bagienna (Cardamine palustris)
- rzeżucha gorzka (Cardamine amara)
- rzeżucha łąkowa (Cardamine pratensis)
- rzeżucha włochata (Cardamine hirsuta)
- rzodkiew zwyczajna (Raphanus sativus)

### S
- sadziec konopiasty (Eupatorium cannabinum)
- sałata jadowita (Lactuca virosa)
- sałata kompasowa (Lactuca serriola)
- sałata siewna (Lactuca serriola)
- sałatnik leśny (Mycelis muralis)
- sasanka łąkowa (Pulsatilla pratensis)
- sasanka otwarta (Pulsatilla patens)
- sasanka wiosenna (Pulsatilla vernalis)
- sasanka zwyczajna (Pulsatilla vulgaris = A. pulsatilla)
- serdecznik pospolity (Leonurus cardiaca)
- sierpik barwierski (Serratula tinctoria)
- skrytek polny (Aphanes arvensis)
- skrzyp polny (Equisetum arvense)
- skrzyp zimowy (Equisetum hyemale)
- słonecznik zwyczajny (Helianthus annuus)
- soja zwyczajna (Glycine max)
- sosna zwyczajna (Pinus sylvestris)
- starzec jakubek (Senecio jacobaea)
- starzec leśny (Senecio sylvaticus)
- starzec zwyczajny (Senecio vulgaris)
- stokrotka pospolita (Bellis perennis)
- stulisz lekarski (Sisymbrium officinale)
- szakłak pospolity (Rhamnus catharticus)
- szałwia lekarska (Salvia officinalis)
- szanta zwyczajna (Marrubium vulgare)
- szczaw tępolistny (Rumex obtusifolius)
- szczaw zwyczajny (Rumex acetosa)
- szczeć pospolita (Dipsacus fullonum = Dipsacus silvestris)
- szczypiorek (Allium schoenoprasum)
- szczyr roczny (Mercurialis annua)
- szczyr trwały (Mercurialis perennis)
- szparag lekarski (Asparagus officinalis)
- szpinak warzywny (Spinacia oleracea)

### Ś
- ślaz dziki (Malva sylvestris)
- ślaz zaniedbany (Malva neglecta)
- śliwa domowa (Prunus domestica)
- śliwa tarnina (Prunus spinosa)
- świerk pospolity (Picea abies)
- świerzbnica polna (Knautia arvensis)
- świetlik łąkowy (Euphrasia rostkoviana)
- świetlik wyprężony (Euphrasia stricta)
- świetlik zwarty (Euphrasia nemorosa = Euphrasia curta)
- śnieżyczka przebiśnieg (Galanthus nivalis)

### T
- tarczyca pospolita (Scutellaria galericulata)
- tarczyca wyniosła (Scutellaria altissima)
- tasznik pospolity (Capsella bursa-pastoris)
- tatarak zwyczajny (Acorus calamus)
- tłustosz pospolity (Pinguicula vulgaris)
- tobołki polne (Thlaspi arvense)
- tobołki przerosłe (Thlaspi perfoliatum = Microthlaspi perfoliatum)
- tojad mocny (Aconitum napellus)
- topola czarna (Populus nigra)
- traganek szerokolistny (Astragalus glycyphylos)
- trędownik bulwiasty (Scrophularia nodosa)
- trojeść amerykańska (Asclepias syriaca)
- turówka wonna (Hierochloë odorata)
- turzyca piaskowa (Carex arenaria)
- tymianek pospolity (Thymus vulgaris)

### U
- ukwap dwupienny (Antennaria dioica)

### W
- warzucha lekarska (Cochlearia officinalis)
- werbena pospolita (Verbena officinalis)
- wężymord niski (Scorzonera humilis)
- wężymord stepowy (Scorzonera purpurea)
- wiązówka błotna (Filipendula ulmaria)
- wiązówka bulwkowa (Filipendula vulgaris = Filipendula hexapetala)
- widlicz cyprysowaty (Diphasiastrum tristachyum = Lycopodium tristachyum = Distachium tristachyum)
- widlicz spłaszczony (Diphasiastrum complanatum = Lycopodium complanatum × tristachyum)
- widlicz Zeillera (Diphasiastrum zeilleri = Lycopodium complanatum = Diphasium complanatum)
- widłak goździsty (Lycopodium clavatum)
- widłak jałowcowaty (Lycopodium annotinum)
- wielosił błękitny (Polemonium caeruleum)
- wierzba biała (Salix alba)
- wierzba purpurowa (Salix purpurea)
- wierzbownica drobnokwiatowa (Epilobium parviflorum Schreb.)
- wietlica samicza (Athyrium filix-femina)
- wilżyna ciernista (Ononis spinosa)
- wiśnia zwyczajna (Prunus cerasus = Cerasus vulgaris)
- wrotycz maruna, złocień zwyczajny (Tanacetum parthenium = Chrysanthemum parthenium)
- wrotycz pospolity, wrotycz zwyczajny (Tanacetum vulgare = Chrysanthemum vulgare)
- wrotycz szerokolistny bełżyna balsamiczna(Chrysanthemum balsamita = Tanacetum balsamita)

### Z
- zimowit jesienny (Colchicum autumnale)
- złotokap pospolity (Cytisus laburnum)

### Ż
- żarnowiec miotlasty (Cytisus scoparius)
- żankiel zwyczajny (Sanicula europaea)
- żarnowiec miotlasty (Sarothamnus scoparius)
- żywokost lekarski (Symphytum officinale)
- żmijowiec zwyczajny (Echium vulgare)